# Сунце
Сунце (симбол: ☉) је нама најближа и најбоље проучена од свих звезда. Око њега кружи 8 планета и њихови сателити, 5 патуљастих планета, астероиди, комете, метеори и честице космичке прашине, тако да Сунце представља средишњу звезду Сунчевог система. Енергија Сунца у виду сунчеве светлости и топлоте омогућава живот на Земљи путем процеса фотосинтезе и утиче на климу и време на Земљи. Средња удаљеност између Сунца и Земље је 149.600.000 km или једна астрономска јединица, што светлост пређе за 8 минута и 18 секунди.
Сунце је готово савршена кугла (разлика између екватора и пола је само 10 km) и састоји се од гасовите вруће плазме. Оно има јако магнетно поље. Пречник Сунца је око 1 392 000 km, што је 109 пута веће од Земље и масу од око 2×1030 килограма, те је 330.000 теже од Земље, и оно сачињава 99,86% масе целог Сунчевог система.
Сунце се састоји од водоника (око 74% његове масе или 92% његове запремине), хелијума (око 24% масе и 7% запремине) и мале количине осталих елемената, укључујући гвожђе, никл, кисеоник, силицијум, сумпор, магнезијум, угљеник, неон, калцијум и хром. 
Сунце припада спектралној класи G2V. G2 означава да је температура на површини приближно 5.500 °C (5.780 K), што му даје белу боју, мада се Сунце чини жуто због атмосферског расипања, које уклања таласе краћих таласних дужина (плаву и љубичасту светлост) и оставља спектар фреквенција које људско око опажа као жуто. Ово расипање даје околном небу његову плаву боју. Када се Сунце налази ниско на небу расипа се још више светлости, па се Сунце чини наранџасто или црвено. Сунчев спектар садржи линије јонизованих и неутралних метала, као и врло слабе водоникове линије. Слово V (римски број 5) у ознаци спектралне класе показује да је Сунце звезда главног низа. Ово значи да оно генерише своју енергију нуклеарном фузијом језгара водоника у хелијум.
Сунце је некада сматрано малом и безначајном звездом, али данас је познато да је оно светлије од 85% звезда у галаксији Млечни пут, од које су већина црвени патуљци. Апсолутна магнитуда је +4,83, али будући да је Сунце пуно ближе од осталих звезда, видимо га као најсјајније небеско тело с привидном магнитудом -26,74. Спољашњи део Сунчеве атмосфере, који се назива корона, стално испушта део плазме у свемир у облику Сунчевог ветра, као струја електрисаних честица која се шири до отприлике 100 астрономских јединица (АЈ – удаљеност од Земље до Сунца). Балон међузвездане материје коју ствара Сунчев ветар назива се хелиосфера: то је највећа непрекидна структура у Сунчевом систему. Осим Земље и других планета, око Сунца круже и астероиди, комете, метеороиди, транс-нептунски објекти у Којперовом појасу и честице прашине.
Сунце кружи око центра галаксије Млечни пут на удаљености од приближно 26-27.000 светлосних година од центра галаксије, и креће се у правцу сазвежђа Лабуд. Оно обиђе један круг око центра галаксије за око 225-250 милиона година (једна галактичка година). За њену орбиталну брзину се сматрало да износи 220±20 km/s, али новије процене дају 251 km/s. Ово износи једну светлосну годину сваких 1194,5 година или једну астрономску јединицу сваких 7 дана.
Како се цели свемир шири, тако се и ми крећемо заједно с нашом галаксијом или Млечним путем, према констелацији Хидра и то брзином од 550 km/s. Најближа нам је звезда Алфа Кентаур, која је удаљена 4,2 године светлости.
Ако узмемо у обзир кретање наше галаксије Млечног пута и окретање око центра галаксије, онда је резултанта кретања нашег Сунца 370 km/s, у смеру сазвежђа Лав и Пехар.

## Физичке карактеристике
| Пречник                               | 1 392 000        |
| Маса                                  | 1,9891 x 1030 kg |
| Луминозност                           | 3,84 х 1026      |
| Просечна густина                      | 1,411 g/cm³      |
| Површинска (ефективна) температура    | 5780             |
| Температура у центру                  | 15 х 106         |
| Време обиласка око средишта галаксије | 2,2 x 108 година |
| Угаони радијус на растојању 1 А. Ј.   | 960              |
| Јачина гравитационог поља на површини | 274 N/kg         |
| Спектрална класа                      | G2V              |
| Привидна болометријска магнитуда      | - 26,83          |
| Апсолутна болометријска магнитуда     | 4,74             |
| Средње растојање од Земље             | 149.6 х 106      |

Сунце је звезда главног низа (погледати Херцшпрунг-Раселов дијаграм), спектралног типа Г2, што значи да је нешто већа и топлија од просечне звезде, но недовољно велика да би припадала тзв. „дивовима“. Животни век звезда овог спектралног типа је око 10 милијарди година, а будући да је Сунце старо око 5 милијарди година, налази се у средини свог животног циклуса.
Сунце ротира, али има такозвану диференцијалну ротацију, тј. ротира слојевито, односно, период ротације није исти на хелиографском екватору и половима.
| Водоник    | 73,46% |
| Хелијум    | 24,58% |
| Кисеоник   | 0,77%  |
| Угљеник    | 0,29%  |
| Гвожђе     | 0,16%  |
| Неон       | 0,12%  |
| Азот       | 0,09%  |
| Силицијум  | 0,07%  |
| Магнезијум | 0,05%  |
| Сумпор     | 0,04%  |

У средишту Сунца у термонуклеарним реакцијама (нуклеарна фузија) водоник се претвара у хелијум. Сваке секунде у нуклеарним реакцијама учествује 3,8 x 1038 протона (водоникових језгара). Ослобођена енергија бива израчена са сунчеве површине у облику електромагнетног зрачења и неутрина, и мањим делом као кинетичка и топлотна енергија честица сунчевог ветра и енергија сунчевог магнетног поља. Сунце припада популацији I планета, што значи да је богато тешким елементима и металима (злато и уранијум), а то највјеројатније последица експлозије неке ближње супернове.
Због екстремно високих температура, материја је у облику плазме. Последица тога је да Сунце не ротира као чврсто тело. Брзина ротације је већа на екватору, него у близини полова, због чега долази до искривљења силница магнетског поља, ерупција гаса са сунчеве површине и стварања сунчевих пега и проминенција (протуберанци). Ове појаве називамо сунчевом активношћу.
Будући се Сунце састоји од плазме, екватор се окреће брже од полова. Та се појава назива диференцијална ротација и на екватору она износи 25,6 дана, а на половима 33,5 дана. Будући да се и Земља окреће око Сунца, нама се чини да се екватор Сунца окрене за отприлике 28 дана.

## Сунчев циклус
Промене које опажамо на Сунцу и називамо сунчева активност одвијају се периодично у циклусима просечне дужине 11 година. Циклуси варирају у дужини, између 8 и 15 година. Ове промене обухватају:
- количину израчене енергије[22]
- бројност и распоред пега
- бројност сунчевих бакљи
- облик и величину короне

Временски период највеће активности назива се сунчев максимум. Може трајати неколико година, зависно од активности пега и бакљи. Постоје и дужа периодична раздобља сунчеве активности. У историји је познат Мондеров минимум, раздобље у другој половини 17. века, током ког је број сунчевих пега био изузетно мали. Збио се истовремено са периодом хладних година, названог мало ледено доба. Није сасвим јасно да ли су климатске промене биле узроковане екстремно ниском сунчевом активношћу.

## Састав Сунца
Сунце делимо на већи број слојева, према условима који у њима владају. Границе међу њима нису јасно оцртане и постоје прелазна подручја. Сунце нема чврсту површину, па се као границу на којој почиње атмосфера узима највиши слој који је још увек оптички непрозиран.
Главни делови Сунца су:
- унутрашњост Сунца (језгро, радијациона и конвективна зона)
- фотосфера
- сунчева атмосфера (хромосфера и корона)

### Унутрашњост Сунца
Језгро Сунца се протеже од центра до око 20–25% соларног радијуса. Његова густина је до 150 g/cm3 (око 150 већа од густине воде) и температура је близу 15,7 милиона келвина (K). У контрасту с тим, температура Сунчеве површине је приближно 5,800 K. Недавна анализа података СОХО мисије сугерише већу брзину ротације језгра него горње радијативне зоне. Током највећег дела Сунчевог постојања, енергија се ослобађа путем нуклеарне фузије у региону језгра кроз серију корака званих p–p (протон–протон) ланац; тим процесом се конвертује водоник у хелијум, спајањем 4 протона (језгра атома водоника) настаје једно језгро атома хелијума (2 протона и 2 неутрона), при чему се ослобађају субатомске честице и енергија у облику гама-зрачења. Само 0,8% енергије генерасане у Сунцу потиче од  циклуса, мада се очекује да ће се тај однос повећати са старењем Сунца.
Радијациона или радијативна зона је зона у којој се енергија произведена у језгру преноси зрачењем, тј. радијацијом. Она досеже до око 70% полупречника Сунца. Радијациона зона је простран регион високе јонизације веома густих гасова, са огромним флуксом гама-зрака насталих у Сунчевом језгру. У овој зони ови гама-зраци интерреагују са материјом просечно после само 1 mm свог кретања, те тим интеракцијама почињу да губе енергију и даље се емитују са мањом енергијом (као гама или икс зраци).
Конвективна зона је регион где је материја довољно хладна и где постоји довољно велики градијент температуре за јављање молекулских и јонских веза. Температура Сунца опада удаљавајући се од центра, тако да су гасови у овој области мање јонизовани и због тога имају већу могућност да апсорбују фотоне који се долазе из радијативне зоне. У огромним петљама гасови преносе енергију до фотосфере, видљиве површине Сунца. Губећи енергију на фотосфери сада релативно хладнији гасови почињу дуг пад назад до доњег дела конвективне зоне.

### Зона зрачења
Изнад језгра се налази зона зрачења, отприлике 25% до 70% Сунчевог полупречника од центра. У тој зони температура није довољно висока да се одвија нуклеарна фузија, па се топлота преноси зрачењем према спољашњим слојевима. У тој зони нема конвекције или мешања плазме, а температуре се крећу од 7 000.000 до 2 000.000 К на спољашњем делу. Енергија се преноси зрачењем јона водоника и хелијума, који емитирају фотоне који врло брзо пријеђу ту удаљеност до спољашњег дела зоне зрачења, где фотоне преузму други јони у зони конвекције. Густина се мења од 20 g/cm3 до само 0,2 g/cm3 на врху тог слоја.
Зона зрачења и зона конвекције су раздвојене прелазним слојем, тахоклином. То је регион где долази до оштре промене режима из униформне ротације радијацине зоне у диференцијалну ротацију конвекционе зоне, што резултира у огромном смицању између два слоја — стање у коме узастопни хоризонтални слојеви проклизавају један на другом. Претпоставља се да магнетни динамо унутар тог слоја генерише сунчево магнетно поље.

### Зона конвекције
Изнад зоне зрачења се налази зона конвекције, од cca. 70% Сунчевог полупречника до фотосфере, што је отприлике 200 000 . У том слоју плазма није довољно топла и густа за пренос енергије зрачењем. Зато се појављују топлотни ступови, који преносе врућу плазму од зоне зрачења до фотосфере: кад се плазма охлади, спушта се назад и тако ствара затворени круг. Температура пада с 2 000 000 K на 5 778 K, а густина је око 0,2 g/cm3.
Топлотни стубови се на површини Сунца виде као грануле и супергрануле. Турбулентно кретање наелектрисане плазме (јони), кроз зону конвекције ствара на површини сваког топлотног ступа магнетно поље, које се затвара изнад површине Сунца.

### Фотосфера
Фотосфера (сфера светлости) је блештава Сунчева површина која дели непрозрачну унутрашњост Сунца од разређене прозрачне атмосфере. Дебљина фотосфере је веома мала, има само око 300 km, али је она изразито густа. Оштро ограничава Сунчев диск. Овде се температуре крећу од 7000 K на доњој граници до 4000 K на горњој граници.
Фотосфера израчује скоро сву енергију коју Сунце емитује, и то око 93% укупне израчене енергије се израчи у видљивом и IC делу спектра. Спектар зрачења је непрекидан са максимумом у жуто-зеленој боји и тамним апсорпционим линијама.
Врући гас извире из унутрашњости на површину, због чега нам се чини да површина има грануласту (зрнасту) структуру. Грануле су пречника око 1000 km, у сталном су покрету (попут врења воде) и време трајања им је неколико минута. Понекада настају тзв. супергрануле пречника 30.000 km и времена живота 24 ч.

### Сунчева атмосфера
Сунчева атмосфера је разређени прозрачни омотач Сунца кроз који се лепо може видети сјајна фотосфера. Овај омотач се може поделити на 2 зоне - хромосферу и корону.
Хромосфера (обојена сфера) је нижи слој сунчеве атмосфере, протеже се изнад фотосфере до висине око 10.000 km. Знатно је ређа од фотосфере и неправилног облика. Са Земље се примећује само за време потпуног помрачења Сунца. Порастом висине густина атмосфере опада, али се повећава температура. Ове промене густине и температуре изражене су у прелазном подручју између хромосфере и короне.
У хромосфери са подручја Сунчевих пега се могу ослободити и сунчеве бакље, које носе плазму и гасове брзинама до приближно половини светлосне брзине. Проминенције (протуберанце) су облаци или млазови усијаног гаса избаченог увис. Могу се уздићи до висине 150.000 km изнад фотосфере, кроз хромосферу и корону. Гушће су од околне твари и достижу температуру око 20.000 K. На сличан начин долази до појаве бакљи, млазова гаса који се брзо подижу унутар хромосфере и падају назад. Време трајања једне сунчеве бакље је око 10 мин.
У вишим слојевима сунчеве атмосфере, корони, температура наставља да расте до 1.000.000 K. Није сасвим јасно због чега се догађа овај пораст температуре. Претпоставка је да га стварају струјања гаса под утицајем магнетног поља. Спољашњи делови короне стално губе масу у облику сунчевог ветра.

## Сунчева активност
Активност Сунца се манифестује у разним облицима како на површини, тако и у унутрашњости Сунца, али узрок за сву Сунчеву активност је магнетно поље. Сви облици активности показују промене у току 11-огодишњег циклуса познатом као Сунчев циклус.
Облици Сунчеве активности:
- На фотосфери:
  - пеге (места на којима је температура нижа него у фотосфери и у којима постоји јако магнетно поље)
  - факуле (гушће, топлије и сјајније области него фотосфера)
- На хромосфери:
  - плаже (гушће, топлије и сјајније области него хромосфера)
  - протуберанце (млазеви хромосферске плазме у корони)
  - ерупције или флерови (краткотрајни блескови који се јављају изнад места где се у фотосфери налазе пеге)
- На корони:
  - короналне рупе
  - короналне кондензације
  - спорадични импулси радио-зрачења

## Сунчев ветар
Сунчев ветар (соларни ветар) је струја честица избачених великом брзином из горњих слојева сунчеве атмосфере, углавном електрона и протона. Соларни ветар је стално кретање тих наелектрисаних честица из короне Сунца у Космос брзином од неколико милиона километара на сат. Иако је овај губитак масе Сунца готово безначајан и густина сунчевог ветра мала, али те честице се крећу великим брзинама и изазивају видљиве учинке на телима у сунчевом систему. Познатији учинци сунчевог ветра су поларна светлост и усмеравање репа комета супротно од Сунца.
У близини Земље земљино магнетско поље заробљава честице сунчевог ветра и усмерава их према магнетним половима. Будући да се честице сунчевог ветра крећу брзинама од више стотина km/h, при судару са честицама у Земљиној атмосфери долази до јонизовања гаса и појаве светлости. Ова појава се уочава у поларним подручјима, због чега је добила име поларна светлост или Аурора бореалис (односно Аурора аустралис на јужној земљиној хемисфери). Уколико је сунчева активност већа, појачано деловање сунчевог ветра може довести до појаве поларне светлости и на мањим географским ширинама. У таквим условима постоји могућност ометања или чак оштећења радио-комуникационих уређаја на Земљи и вештачким сателитима.
Комете се приликом доласка у близину Сунца загревају, залеђена површина комета испарава и ослобађа облак гаса и честица прашине. Деловањем честица сунчевог ветра, облак се обликује у реп комете. Будући да сунчев ветар долази из смера Сунца, потискује реп комете у супротном смеру.